# Citroën H Van
Citroën H Van, Citroën HY, Epsilon, Typ H eller HZ som den även kallades, lätt lastbil/skåpbil/varubil som tillverkades av Citroën mellan 1947 och 1981. 

## Namn
De flesta Typ H som såldes var av modellen HY, varför många tror att alla Typ H heter HY. Dock fanns även modellerna H (tidiga) HX (mindre), HZ och HW (större). Det fanns också en modell 1600. Dessutom gjorde Typ H:s konstruktion (med all teknik i fronten) att den var lätt att själv bygga om till hästtransport, glassbil, husbil etc. Se under Modeller.

## Historia
Av produktionstekniska och ekonomiska (Typ H började tillverkas alldeles efter Andra världskriget) skäl togs delar från andra citroënmodeller; Citroën Traction Avant (motor, växellåda), Citroën DS (senare motorer) och Citroën 2CV (strålkastare och hastighetsmätare etc). Arbetet med Typ H började dock redan 1942 på uppdrag av André Lefèbvre.
Typ H grundades också på många erfarenheter från sin föregångare/prototyp Citroën TUB.
Totalt tillverkades 473 289 exemplar under 34 år i fabriker i Frankrike och Belgien. De flesta såldes också där, samt i Nederländerna.

## Teknik
I originalutförande hade Typ H en fyrcylindrig radmotor, framhjulsdrift och en treväxlad, osynkroniserad växellåda. Den var 4,26 meter lång och 1,99 meter bred. Den hade den lite ovanliga egenskapen att ha olika hjulbas på var sida av bilen; 3 mm längre på vänster sida. Den vägde 1400 kilo och drog 1,3 liter per mil vid toppfarten 78 km/h.

## Övrigt
Typ H var en av de första framhjulsdrivna skåpbilarna. För att få en stabil kaross på enklast möjliga sätt valde formgivaren Franchiset samma teknik som för Junkers-bombarna; väggarna och taken var självbärande ("monocoque") och gjorda av korrugerad plåt. Med sin säregna form, korrugerade fasadplåt, sina treväxlade låda och sina självmordsdörrar är Typ H ett unikum i bilhistorien.

## Modeller
- 1947: H. Kunde lasta 1200 kg.
- 1949: HZ. Kunde lasta 850 kg, men gick å andra sidan 88 kmh.
- 1958: HY. Kunde lasta 1500 kg.
- 1961: HY Di kom med dieseldrift (Perkins) och 12-voltssystem.
- 1963: HY-72/HZ-72 (olika storlekar) kom med nya bensinmotorer på drygt 1600 kubik.
- 1964: HY-IN/HZ-IN (olika storlekar) hade dieselmotorer från Indénor på drygt 1800 kubik - och hel vindruta.
- 1966: HY 78/HZ 78 (olika storlekar) kom med nya bensinmotorer på drygt 1900 kubik
- 1966: HZ 72 IN/HZ 78 IN fick lasta ytterligare ett ton.
- 1969: HX IN2 med högre totalvikt.
- 1969: HW med ännu högre totalvikt.
- 1972: 1600 är en HW med hydraulfjädring och annan kaross.